# Lašče, Žužemberk
Lašče este o localitate din comuna Žužemberk, Slovenia, cu o populație de 64 de locuitori.